# Яніс Курос
Яніс Курос (грец. Γιάννης Κούρος, *13 лютого 1956, Триполі, Греція) грецький бігун на ультрамарафонські дистанції, з 1990 року живе в Мельбурні. Його іноді називають «Бог бігу» або «Наступник Фідіпіда». Йому належать чоловічі світові рекорди з бігу по шосе на дистанціях від 100 до 1000 миль і по стадіону від 12 годин до 6 діб. У 1991 році він знявся в ролі Фідіпіда в фільмі «Історія марафону: Подорож героя», в якому розповідається історія марафонського бігу.

## Біографія
Курос виріс у бідній сім'ї та в юності жив, переважно, випадковими заробітками. Як говорить Курос, ці поневіряння та фізичні труднощі були саме тим, що підготувало його до ультрамарафону.
Його тривала бігова кар'єра почалася в 1972 році. В 1977 році він пробіг свій перший марафон за 2 години 43 хвилини. У наступні роки поліпшив до 2:25.
Курос став відомий, вигравши Спартатлон в 1983 році з рекордом змагань, випередивши більш ніж на три години другого призера, і Сідней-Мельбурн в 1989 році за рекордні 5 днів, 5 годин, 7 хвилин і 6 секунд. Він побив попередній рекорд, встановлений Кліфом Янґом.
В 1988, через кілька тижнів після чергової перемоги в Сідней-Мельбурн, він відправився до Нью-Йорку, щоб виграти перший чемпіонат світу в бігу на 1000-миль, встановивши по ходу кілька світових рекордів. На запрошення Едіт Берсеш Курос в 2002 році брав участь в ультрамарафоні Бекешчаба-Арад (Угорщина) — 1 місце. У 2007 році, беручи участь у вперше проведеному Ультрабалатоні, зайняв друге місце, програвши менш ніж дві хвилини Яношу Богару.
Після результату 1997 року 303,506 км у 24-годинному бігу, він сказав, що більше не стартує на 24 години, тому що цей рекорд на віки. Курос сказав: «Коли інші люди втомлюються, вони зупиняються. Я НІ. Я керую тілом духом. Я кажу йому, що не втомився, і воно слухається мене». Медичне тестування також показало, що успіх Куроса багато в чому пояснюється високим ККД засвоєння їжі під час бігу.
Частково через жорсткі відносини з управлінням спорту його країни, частково через теплий прийом під час його численних візитів до Австралії, він переїхав до Австралії в 1990 році, і в 1993-у отримав австралійське громадянство. Він був введений до Зали слави Австралійської асоціації ультрабігунів у 2019 році.
Курос також поет і автор пісень. Він написав понад 1000 віршів (деякі з них він опублікував у книзі «Symblegmata» (кластери)) і книгу «Шестиденний біг століття».

## Досягнення

### Чемпіонати світу
| Дата         | Дистанція       | Місце проведення      | Результат    | Місце |
| ------------ | --------------- | --------------------- | ------------ | ----- |
| 15—17.3.1985 | 48 годинний бег | Монтобан              | 452 км       | I     |
| 20—30.5.1988 | 1000 миль       | Нью-Йорк              | 10д+10:30.36 | I     |
| 27.10.1990   | 100 км          | Дулут                 | 6:43.34      | 4     |
| 22—23.9.2001 | Добовий біг     | Сан-Джованні-Лупатото | 275,828 км   | I     |
| 8—9.9.2012   | Добовий біг     | Катовиці              | 237,921 км   | 26    |
| 11—12.5.2013 | Добовий біг     | Стенберген            | 231,609 км   | 33    |

### Світові рекорди
Станом на жовтень 2010 року, згідно з International Association of Ultrarunners.

#### Дистанція
| 100 миль  | Шосе    | 11:46.37                     | 13,665 км/год |
| 1000 км   | Стадіон | 5д 16:17.00 (Австралія 1984) | 7,338 км/год  |
| 1000 км   | Шосе    | 5д 20:13.40                  | 7,131 км/год  |
| 1000 миль | Шосе    | 10д 10:30.36 (США — 1988)    | 6,424 км/год  |

### Біг на час
| 12 год | Шосе    | 162,543 км (США, 1984)       | 13,545 км/год |
| 12 год | Стадіон | 162,400 км                   | 13,533 км/год |
| 24 год | Шосе    | 290,221 км                   | 12,093 км/год |
| 24 год | Стадіон | 303,506 км (Австралія, 1997) | 12,646 км/год |
| 48 год | Шосе    | 433,095 км                   | 9,023 км/год  |
| 48 год | Стадіон | 473,797 км (Франція, 1996)   | 9,875 км/год  |
| 6 діб  | Шосе    | 1028.370 км                  | 7,142 км/год  |
| 6 діб  | Стадіон | 1036.851 км                  | 7,214 км/год  |